# Red Headed Stranger
Az 1975-ös Red Headed Stranger Willie Nelson amerikai zenész nagylemeze. Az Atlantic Records-nál megjelent felvételeinek nagy sikere után a Columbia Records-szal írt alá szerződést, mivel ők teljes alkotói szabadságot adtak neki munkái során. Az album ötletét a Tale of the Red Headed Stranger (A vörösfejű idegen meséje) dal adta, amelyet Nelson DJ-ként játszott. Alacsony költségvetésű lemez volt, a dalok alul hangszereltek, az éneket szinte csak Nelson gitárjátéka, zongora és dob kíséri. Miután megmutatta a felvételeket a Columbia képviselőinek, azok azt hitték, egy demóról van szó. Mivel azonban nem szólhattak bele a zenébe, a lemez további szerkesztések nélkül jelent meg.
A Red Headed Stranger koncepcióalbum, egy szökevényről szól, aki a törvény elől menekül, miután végzett feleségével és szeretőjével. A kiadó kétségei ellenére a lemez kasszasiker lett, multiplatina minősítést kapott, Nelsont pedig az egyik legismertebb country-zenésszé tette. Az album címe eggyé vált a zenésszel.
2003-ban 184. lett a Rolling Stone magazin Minden idők 500 legjobb albuma listáján, 2010-ben pedig bekerült a National Recording Registry-be. Szerepel az 1001 lemez, amit hallanod kell, mielőtt meghalsz című könyvben.

## Az album dalai
| 1. | Time of the Preacher                  | Willie Nelson                     | 2:26 |
| 2. | I Couldn't Believe It Was True        | Eddy Arnold, Wally Fowler         | 1:32 |
| 3. | Time of the Preacher Theme            | Nelson                            | 1:13 |
| 4. | Blue Rock Montana/Red Headed Stranger | Nelson/Carl Stutz, Edith Lindeman | 1:36 |
| 5. | Blue Eyes Crying in the Rain          | Fred Rose                         | 2:21 |
| 6. | Red Headed Stranger                   | Stutz, Lindeman                   | 4:00 |
| 7. | Time of the Preacher Theme            | Nelson                            | 0:53 |

| 1. | Just as I Am             | Nelson                               | 0:26 |
| 2. | Denver                   | Nelson                               | 1:47 |
| 3. | O'er the Waves           | Juventino Rosas; hangszerelte Nelson | 0:47 |
| 4. | Down Yonder              | L. Wolfe Gilbert                     | 1:56 |
| 5. | Can I Sleep in Your Arms | Hank Cochran                         | 5:24 |
| 6. | Remember Me              | Scotty Wiseman                       | 2:52 |
| 7. | Hands on the Wheel       | Bill Callery                         | 4:22 |
| 8. | Bandera                  | Nelson                               | 2:19 |

## Helyezések

### Album
| Év   | Lista                    | Helyezés |
| ---- | ------------------------ | -------- |
| 1975 | Billboard Country Albums | 1        |
| 1975 | Billboard 200            | 28       |

### Kislemezek
| Év   | Kislemez                     | Lista                         | Helyezés |
| ---- | ---------------------------- | ----------------------------- | -------- |
| 1975 | Blue Eyes Crying in the Rain | Billboard Hot Country Singles | 1        |
| 1975 | Blue Eyes Crying in the Rain | Billboard Hot 100             | 21       |
| 1976 | Remember Me                  | Billboard Hot Country Singles | 2        |
| 1976 | Remember Me                  | Billboard Hot 100             | 67       |

## Közreműködők
- Willie Nelson – ének, gitár
- Paul English – dob
- Jody Payne – gitár, mandolin
- Bee Spears – basszusgitár
- Bobbie Nelson – zongora
- Mickey Raphael – szájharmonika
- Bucky Meadows – gitár
- Billy English – dob

## Fordítás
Ez a szócikk részben vagy egészben a Red Headed Stranger című angol Wikipédia-szócikk ezen változatának fordításán alapul.  Az eredeti cikk szerkesztőit annak laptörténete sorolja fel. Ez a jelzés csupán a megfogalmazás eredetét és a szerzői jogokat jelzi, nem szolgál a cikkben szereplő információk forrásmegjelöléseként.